# Dioryctria robiniella
Dioryctria robiniella is een vlinder uit de familie snuitmotten (Pyralidae). De wetenschappelijke naam is voor het eerst geldig gepubliceerd in 1865 door Millière.
De soort komt voor in Europa.